# Verdrag van Teschen
Het Verdrag van Teschen is een op 13 mei 1779 in Cieszyn gesloten verdrag tussen aartshertogdom Oostenrijk en koninkrijk Pruisen, waardoor een einde werd gemaakt aan de Beierse Successieoorlog. Volgens het verdrag kreeg Oostenrijk de Innviertel, een strook land van Passau tot de noordergrens van het aartsbisdom Salzburg en deed afstand van de rest van Keurvorstendom Beieren. Een der voorwaarden was verder dat Pruisen de markgraafschappen van Brandenburg-Ansbach en Brandenburg-Bayreuth erkende. Saksen kreeg een niet bekende vergoeding. Door het verdrag werden de keurvorstendommen van Beieren en de Keurpalts verenigd. Het verdrag kwam er op initiatief van keizerrijk Rusland en werd door Rusland en Frankrijk gewaarborgd.